# Трећа влада Ане Брнабић
Трећа влада Ане Брнабић била је Влада Републике Србије од 26. октобра 2022. до 2. маја 2024. године. Укупно је 17. по реду Влада Србије од увођења вишепартијског система у Србији, а чинили су је политичари из СНС-а, СПС-а, ЈС, ПУПС-а, ДСХВ-а, СДП-а и независни политичари. На њеном челу била је Ана Брнабић из Српске напредне странке. Трећа влада Ане Брнабић је заменила Другу владу Ане Брнабић, а наследила ју је Влада Милоша Вучевића.

## Састав
Влада броји укупно 29 чланова: председника Владе и 28 министара (25 ресорних и 3 без портфеља). Рекорд по бројности држи друга влада Мирка Марјановића, која је пре реконструкције имала 36, а после 37 чланова.
| Функција                                                                      | Слика | Име и презиме               | Град              | Странка   | Напомена                                     |
| ----------------------------------------------------------------------------- | ----- | --------------------------- | ----------------- | --------- | -------------------------------------------- |
| Председник Владе Републике Србије                                             |       | Ана Брнабић                 | Београд           | СНС       | до 6. фебруара 2024.                         |
| Председник Владе Републике Србије                                             |       | Ивица Дачић                 | Београд           | СПС       | в. д. председника владе од 6. фебруара 2024. |
| Први потпредседник Владе и министар спољних послова Републике Србије          |       | Ивица Дачић                 | Београд           | СПС       |                                              |
| Потпредседник Владе и министар одбране Републике Србије                       |       | Милош Вучевић               | Нови Сад          | СНС       |                                              |
| Потпредседник Владе и министар финансија Републике Србије                     |       | Синиша Мали                 | Београд           | СНС       |                                              |
| Потпредседник Владе и министар културе Републике Србије                       |       | Маја Гојковић               | Нови Сад          | СНС       |                                              |
| Министар просвете Републике Србије                                            |       | Бранко Ружић                | Београд           | СПС       | до 7. маја 2023.                             |
| Министар просвете Републике Србије                                            |       | Славица Ђукић Дејановић     | Београд           | СПС       | од 25. јула 2023.                            |
| Министар пољопривреде, шумарства и водопривреде Републике Србије              |       | Јелена Танасковић           | Сремска Митровица | СНС       |                                              |
| Министар рударства и енергетике Републике Србије                              |       | Дубравка Ђедовић Хандановић | Београд           | независни |                                              |
| Министар унутрашње и спољне трговине Србије                                   |       | Томислав Момировић          | Београд           | СНС       |                                              |
| Министар заштите животне средине Републике Србије                             |       | Ирена Вујовић               | Београд           | СНС       |                                              |
| Министар привреде Републике Србије                                            |       | Раде Баста                  | Београд           | ЈС        | до 11. јула 2023.                            |
| Министар привреде Републике Србије                                            |       | Слободан Цветковић          | Нови Сад          | СПС       | од 6. септембра 2023.                        |
| Министар грађевинарства, саобраћаја и инфраструктуре Републике Србије         |       | Горан Весић                 | Београд           | СНС       |                                              |
| Министар туризма и омладине Републике Србије                                  |       | Хусеин Мемић                | Нови Пазар        | СДПС      |                                              |
| Министар правде Републике Србије                                              |       | Маја Поповић                | Београд           | независни |                                              |
| Министар државне управе и локалне самоуправе Републике Србије                 |       | Александар Мартиновић       | Рума              | СНС       |                                              |
| Министар за људска и мањинска права и друштвени дијалог Републике Србије      |       | Томислав Жигманов           | Суботица          | ДСХВ      |                                              |
| Министар унутрашњих послова Републике Србије                                  |       | Братислав Гашић             | Крушевац          | СНС       |                                              |
| Министар за европске интеграције Републике Србије                             |       | Тања Мишчевић               | Београд           | независни |                                              |
| Министар здравља Републике Србије                                             |       | Даница Грујичић             | Београд           | СНС       |                                              |
| Министар за рад, запошљавање, борачка и социјална питања Републике Србије     |       | Никола Селаковић            | Ужице             | СНС       |                                              |
| Министар за бригу о породици и демографију Републике Србије                   |       | Дарија Кисић                | Београд           | СНС       |                                              |
| Министар спорта Републике Србије                                              |       | Зоран Гајић                 | Панчево           | независни |                                              |
| Министар за бригу о селу Републике Србије                                     |       | Милан Кркобабић             | Панчево           | ПУПС      |                                              |
| Министар науке и иновација Србије                                             |       | Јелена Беговић              | Београд           | СНС       |                                              |
| Министар телекомуникација и информисања Републике Србије                      |       | Михаило Јовановић           | Београд           | независни |                                              |
| Министар за јавна улагања Републике Србије                                    |       | Марко Благојевић            | Београд           | независни |                                              |
| Министар без портфеља задужен за развој неразвијених општина Републике Србије |       | Новица Тончев               | Сурдулица         | СПС       |                                              |
| Министар без портфеља                                                         |       | Ђорђе Милићевић             | Ваљево            | СПС       |                                              |
| Министар без портфеља                                                         |       | Един Ђерлек                 | Нови Сад          | СПП       |                                              |

По странкама : 
- Српска напредна странка (СНС) - 14
- Независни политичари - 6
- Социјалистичка партија Србије (СПС) - 5
- Партија уједињених пензионера Србије (ПУПС) - 1
- Демократски савез Хрвата у Војводини (ДСХВ) - 1
- Социјалдемократска партија Србије (СДПС) - 1
- Странка правде и помирења (СПП) - 1